# Melyik az igazi?
 A részt Colin Bucksey rendezte. 2006. szeptember 12-én mutatták be az amerikai Sci-Fi Channelen.

## Történet
Fargo feltalál egy olyan eszközt, ami áthidalja az emberi agy és számítógépek közti rést.
|  | Alább a cselekmény részletei következnek! |

A Global Dynamics két projektje összeolvad és rászabadul a gyanútlan Eurekára. Az egyik ilyen Fargo eszköze. Az egy olyan szerkezet, mely összekapcsolja az agykérget a számítógéppel. Ezalatt Taggert-nek végre sikerült elkapnia Tök Alsó-t, de a kutya súlyosan megsérült, ezért nem érezte sportszerűnek, ha ebben az állapotban kapja el. Nanoidokat használt fel, hogy meggyógyítsa a kutyát, de kiszabadulnak és elkezdenek terjedni a Global Dynamics épületén belül, klónokat létrehozva Tök Alsóból és néhány alkalmazottból, különösen Nathan Stark-ból. Carter és Taggart követik a nanoidokat, amik szenet használnak fel élő szervezetből, hogy szaporodjanak. Stark a nanoid hadsereg fő irányítója lesz és belőle több száz másolat készül, akik ellepik a város utcáit. Carter rájön, hogy kapcsolatban állnak Fargo eszközével és Stark (vonakodva elismert) álma a világuralom. Jack megpróbálja féltékennyé tenni Nathan-t azzal, hogy megcsókolja Allisont előtte. A nanoidok erre reagálnak és Jack felé veszik az irányt, de egy speciális hang Spencer hangszóróiból szétfoszlatja a őket, így Eurekában visszaáll minden a normál kerékvágásba.